# Тема за разговор
„Тема за разговор“ (на английски: Something to Talk About) е щатска трагикомедия от 1995 г. на режисьора Ласе Халстрьом, по сценарий на Кали Коури. Във филма участват Джулия Робъртс и Денис Куейд като отчуждена двойка, Кира Седжуик като сестрата на Робъртс, и Робърт Дювал и Джина Роуландс като техните родители.
Заглавието на филма произтича от едноименната песен на Бони Райт. Заснет е на различни места в Савана, Джорджия и Бюфорт, Южна Калифорния.
Премиерата на филма е на 4 август 1995 г. и е разпространен от „Уорнър Брос“.

## Актьорски състав
| Актьор         | Роля                                 |
| -------------- | ------------------------------------ |
| Джулия Робъртс | Грейс Кинг Бичън, съпруга на Еди     |
| Денис Куейд    | Еди Бичън, съпруг на Грейс           |
| Робърт Дювал   | Уайли Кинг, баща на Грейс            |
| Кира Седжуик   | Ема Рей Кинг, сестра на Грейс        |
| Джина Роуландс | Джорджия Кинг, майка на Грейс        |
| Хейли Ол       | Каролин Бичън, дъщеря на Грейс и Еди |

## В България
В България филмът е издаден на VHS от „Александра Видео“ на 4 ноември 1996 г.
На 2 юли 2001 г. е излъчен по „Би Ти Ви“ с български субтитри.
През 2007 г. е излъчен по Нова телевизия отново със български субтитри.
През 2012 г. се излъчва по каналите на „БТВ Медиа Груп“.
На 30 януари 2021 г. се излъчва и по „Фокс Лайф“.
Дублажи
| Озвучаващи артисти  | Христина Ибришимова Радосвета Василева Златина Тасева Любомир Младенов Христо Узунов Десислава Знаменова |
| Преводач            | Антония Халачева                                                                                         |
| Тонрежисьор         | Галина Наумова                                                                                           |
| Режисьор на дублажа | Здрава Каменова                                                                                          |

| Преводач            | Антония Халачева                                                                   |
| Редактор            | Мая Кисьова                                                                        |
| Тонрежисьор         | Надежда Боянова                                                                    |
| Режисьор на дублажа | Кирил Бояджиев                                                                     |
| Озвучаващи артисти  | Цветослава Симеонова Ева Демирева Десислава Знаменова Явор Караиванов Христо Бонин |